# Mićo Kolundžija
Mišo Kolundžija, bosansko-hercegovski general, * 23. oktober 1911, † ?.

## Življenjepis
Leta 1941 je vstopil v NOVJ in naslednje leto v KPJ. Med vojno je bil poveljnik več enot, nazadnje 6. krajiške brigade. Po vojni je nadaljeval z vojaško kariero.
Končal je šolanje na VVA JLA.